# Bryłów
Bryłów (niem. Breile) – wieś w Polsce, w województwie dolnośląskim, w powiecie strzelińskim, w gminie Wiązów.

## Nazwa
Nazwa miejscowości wywodzi się od polskiej nazwy – bryła. Heinrich Adamy w swoim skorowidzie nazw miejscowości na Śląsku, wydanym w 1888 roku we Wrocławiu, wymienia jako pierwotną nazwę miejscowości Brylow podając jej znaczenie Schollendorf (Klumpen) (pol. wieś brył (bryła). Nazwa miejscowości została później fonetycznie zgermanizowana na Breile i utraciła swoje pierwotne znaczenie.
W roku 1295, w kronice łacińskiej Liber fundationis episcopatus Vratislaviensis miejscowość wymieniona jest jako villa polonicali Brilow jako wieś założona na prawie polskim (iure polonico).
W alfabetycznym spisie miejscowości na terenie Śląska, wydanym w 1830 roku we Wrocławiu przez Johanna Knie, miejscowość występuje pod niemiecką nazwą Polnisch Breile. Topograficzny słownik Prus z 1835 roku notuje miejscowość pod niemiecką nazwą Polnisch Breile. Słownik geograficzny Królestwa Polskiego podaje zgermanizowaną nazwę Polnisch Breile.
Dawna niemiecka nazwa miejscowości to Polnisch Breile. 12 lutego 1948 r. ustalono urzędową polską nazwę miejscowości – Bryłów, określając drugi przypadek jako Bryłowa, a przymiotnik – bryłowski.

## Podział administracyjny
W latach 1975–1998 miejscowość należała administracyjnie do województwa wrocławskiego.